# Захаров Сергій Георгійович
Захаров Сергій Георгійович (1 травня 1950, Миколаїв, Українська РСР — 14 лютого 2019, Москва) — радянський і російський естрадний співак (баритон) і актор. Народний артист Російської Федерації (1996). Патрон Міжнародного фестивалю російської пісні Великої Британії 2011—2019.

## Життєпис
Потяг до творчості та сцени Сергій Захаров успадкував від свого дідуся Янковського Ісаака, який протягом 30 років був першим трубачем Миколаївського драматичного театру. Батько з сім'єю переїхав до Москви, вступивши до Академії хімічного захисту. Після закінчення навчання батька перевели на космодром Байконур заправщиком ракетного палива, де сім'я Захарових прожила 13 років.
Співати Захаров почав в 5 років. Одружився рано, в 1969 році у нього народилася дочка. Під час служби в армії брав участь у художній самодіяльності військових будівельників, співав у ВІА «Дружба» в Будинку культури будівельників на Байконурі.
У 1971 році був направлений до Москви, де вступив на відділення музичної комедії музичного училища імені Гнесіних, в клас Маргарити Йосипівни Ланди. Під час навчання став солістом Державного естрадного оркестру під керуванням Л. О. Утьосова. Закінчив тільки два курси училища.
У 1973 році перейшов на роботу в Ленінградський мюзик-хол і перевівся в Ленінградське музичне училище імені Римського-Корсакова.
У 1975 році — зйомки в музичному фільмі Леоніда Квініхідзе «Небесні ластівки», де він зіграв одну з головних ролей разом з такими акторами, як Людмила Гурченко, Андрій Миронов, Олександр Ширвіндт. Його роль озвучив Олег Басилашвілі.
У 1977 році був засуджений за бійку і отримав один рік ув'язнення. Відбував термін у Сланцях.
До 1985 року працював в Ленінградському мюзик-холі, потім у філармоніях різних міст Росії. Працював самостійно, спочатку зі своїм ансамблем, а з 1991 року — з піаністом Олександром Коганом. У 1985 році Захаров став солістом арт-агентства Союзу концертних діячів Санкт-Петербургу. У 1986 році відбувся перший сольний концерт в Державному центральному концертному залі «Росія».
У 1996 році переніс клінічну смерть.
Жив і працював в Москві, Санкт-Петербурзі і в передмісті Петербурга — Зеленогорську. Був президентом культурного фонду «Північна зірка». Займався громадською діяльністю, допомагав ветеранам петербурзької сцени.